# Kleinlangenfeld

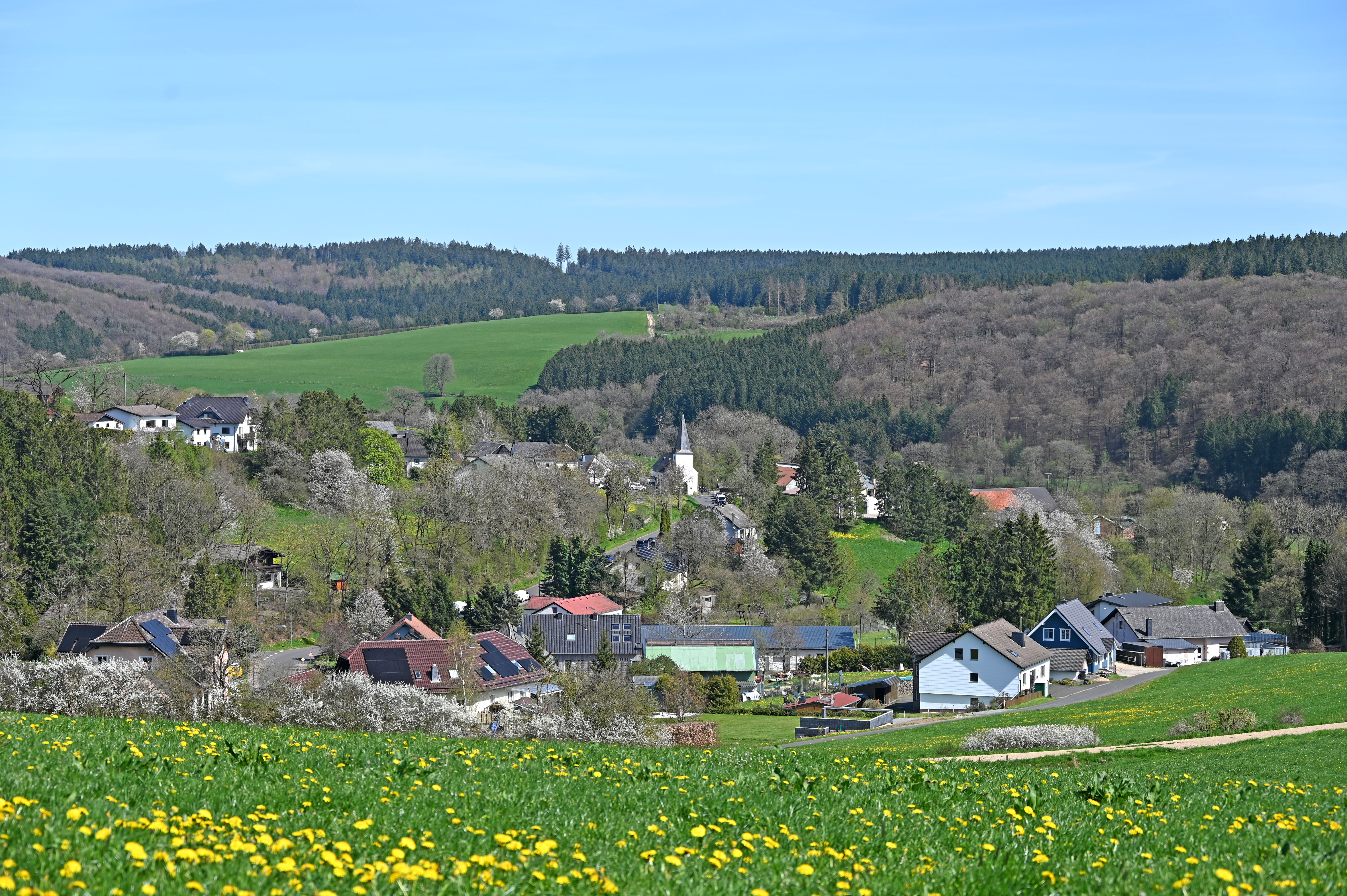
Kleinlangenfeld von Westen

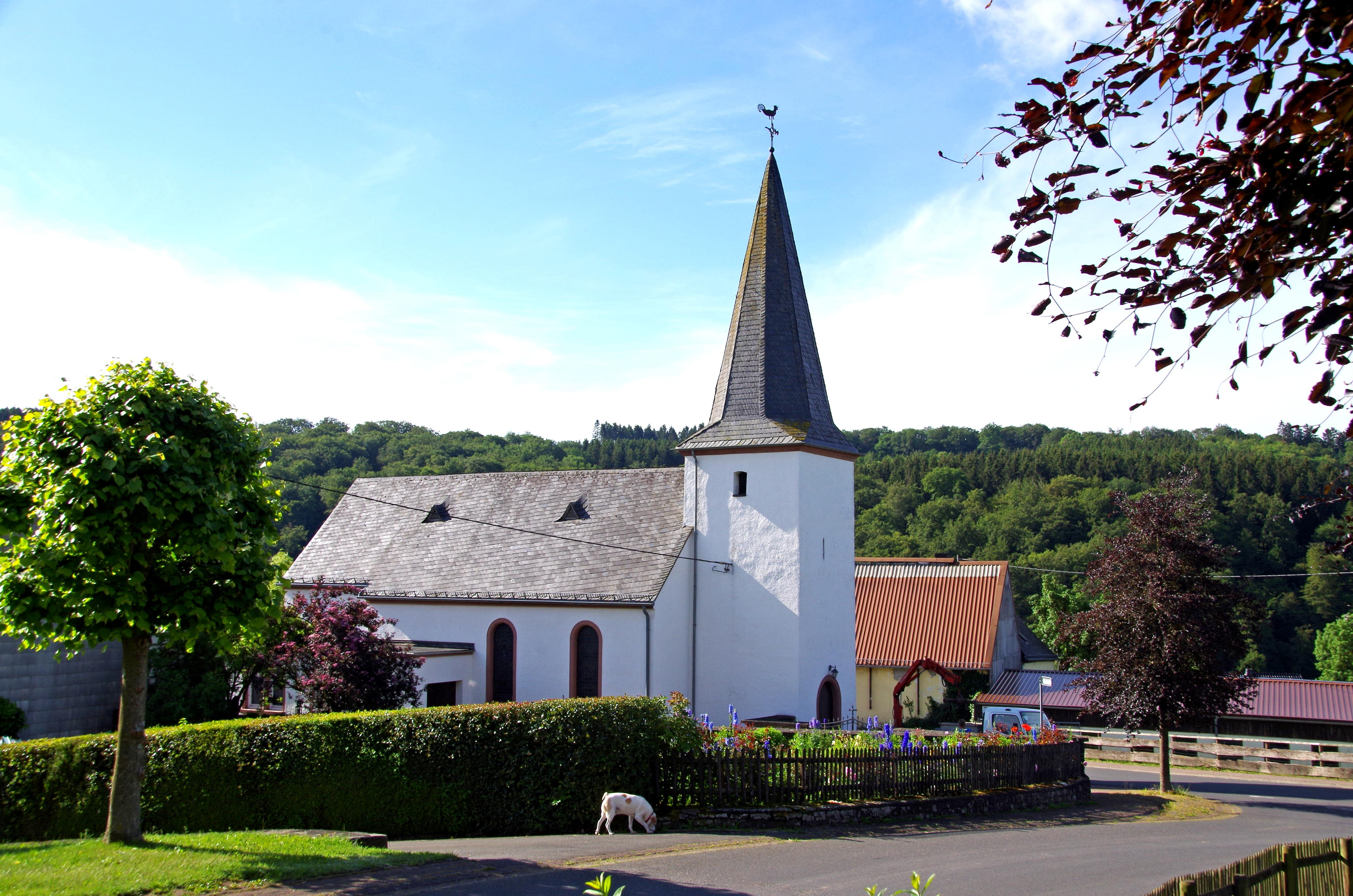
St. Agatha und Lucia, Nordseite

Kleinlangenfeld ist eine Ortsgemeinde im Eifelkreis Bitburg-Prüm in Rheinland-Pfalz. Sie gehört der Verbandsgemeinde Prüm an.

## Geographie
Kleinlangenfeld liegt nahe der Prüm im Nordwesten der Eifel im grenzüberschreitenden Naturpark Hohes Venn-Eifel, direkt an der Grenze zum benachbarten Landkreis Vulkaneifel.
Zu Kleinlangenfeld gehört auch der Weiler „Siedlung“ und der Wohnplatz „Weidenhof“.
Nachbarorte sind die Ortsgemeinden Reuth im Norden, Steffeln im Nordosten, Duppach im Osten, Schwirzheim im Südosten, Weinsheim im Süden und Olzheim im Westen.

## Geschichte
Die erste urkundliche Erwähnung erfolgte 1283 als Langinfelt. Im Mittelalter gehörte der Ort zur Herrschaft der Grafen von Manderscheid. Im 18. Jahrhundert war die Zennerei Langenfeld dem kurtrierischen Amt Schönecken zugeordnet.
Die Inbesitznahme des Linken Rheinufers durch französische Revolutionstruppen beendete die alte Ordnung. Der Ort wurde von 1798 bis 1814 Teil der Französischen Republik (bis 1804) und anschließend des Französischen Kaiserreichs, zugeordnet der Mairie Olzheim im Arrondissement Prüm des Saardépartements. Nach der Niederlage Napoleons kam Kleinlangenfeld aufgrund der 1815 auf dem Wiener Kongress getroffenen Vereinbarungen zum Königreich Preußen und gehörte nun zum Kreis Prüm des Regierungsbezirks Trier, der 1822 Teil der neu gebildeten preußischen Rheinprovinz wurde. Aus der Mairie wurde die Bürgermeisterei Olzheim, die 1896 – zusammen mit Rommersheim und Wallersheim – in der Bürgermeisterei Prüm-Land aufging.
Als Folge des Ersten Weltkriegs war die gesamte Region dem französischen Abschnitt der Alliierten Rheinlandbesetzung zugeordnet. Nach dem Zweiten Weltkrieg, in dessen Endphase der Ort starke Zerstörungen erlitt, wurde Kleinlangenfeld innerhalb der französischen Besatzungszone Teil des damals neu gebildeten Landes Rheinland-Pfalz.
Statistik zur Einwohnerentwicklung
Die Entwicklung der Einwohnerzahl von Kleinlangenfeld, die Werte von 1871 bis 1987 beruhen auf Volkszählungen:
| Jahr | Einwohner |
| ---- | --------- |
| 1815 | 80        |
| 1835 | 125       |
| 1871 | 153       |
| 1905 | 121       |
| 1939 | 144       |
| 1950 | 122       |
| 1961 | 116       |

| Jahr | Einwohner |
| ---- | --------- |
| 1970 | 114       |
| 1987 | 144       |
| 1997 | 155       |
| 2005 | 153       |
| 2011 | 152       |
| 2017 | 144       |
| 2024 | 143       |

## Politik

### Bürgermeister
Herbert Hansen ist seit dem 26. August 2019 Ortsbürgermeister von Kleinlangenfeld.
Hansens Vorgänger als Ortsbürgermeister war Josef Abels.

## Sehenswürdigkeiten
In der Denkmalliste des Landes Rheinland-Pfalz (Stand: 2021) werden als Kulturdenkmäler ausgewiesen:
- Vier barocke Heiligenfiguren in und ein Bildstock vor der römisch-katholischen Filialkirche St. Agathe und St. Lucia
- Langer Stein im Kleinlangenfelder Wald (obeliskförmiger Basaltstein an der östlichen Gemarkungsgrenze)

Südöstlich des Ortes ist ein Hochmoor als Naturdenkmal verzeichnet.

## Verkehr
Kleinlangenfeld liegt an der Kreisstraße 169. Am östlichen Ortsrand zweigt die K 171 ab.